# Navy Yard (Metro de Washington)
Navy Yard es una estación subterránea en la línea Verde del Metro de Washington, administrada por la Autoridad de Tránsito del Área Metropolitana de Washington. La estación se encuentra localizada en el barrio Navy Yard/Near Southeast con entradas entre la Calle M y Half Street y la Avenida Nueva Jersey en Washington D. C..

## Conexiones de autobuses
- WMATA Metrobus
- DC Circulator
- MTA Maryland Commuter Bus
- OmniRide Commuter